# Campeonato da Eslováquia de Ciclismo em Estrada
Os Campeonatos da Eslováquia de Ciclismo em Estrada são organizados anualmente desde 1997 para determinar o campeão ciclista da Eslováquia de cada ano, na modalidade.
O título é outorgado ao vencedor de uma única prova, na modalidade de estrada. O vencedor obtêm o direito de usar a maillot com as cores da bandeira da Eslováquia até ao campeonato do ano seguinte, unicamente quando disputa provas em linha.

## Palmares

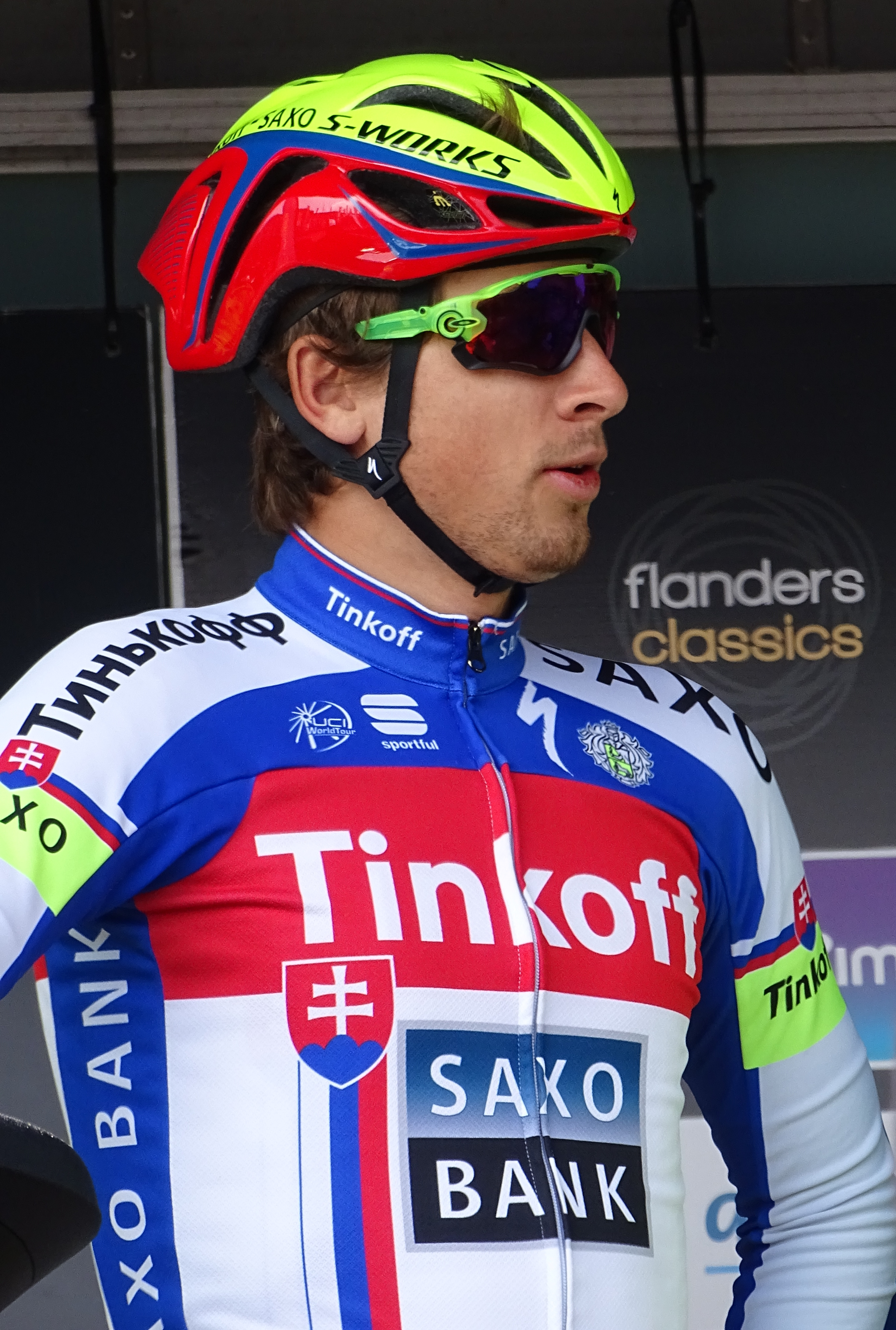
Peter Sagan, campeão da Eslováquia en cinco ocasiões.

| Ano  | Vencedor           | Segundo          | Terceiro           |
| 1996 | Martin Riska       | Milan Dvorsick   | Ján Valach         |
| 1997 | Ján Valach         | Miroslav Liptak  | Pavel Zaduban      |
| 1998 | Ján Valach         | Ján Šipeky       | Miroslva Liptak    |
| 1999 | Ján Valach         | Miroslva Liptak  | Martin Riška       |
| 2000 | Róbert Nagy        | Roman Broniš     | Ondrej Slobodník   |
| 2001 | Ján Valach         | Ľuboš Kondis     | Roman Broniš       |
| 2002 | Martin Riška       | Róbert Nagy      | Miroslav Keliar    |
| 2003 | Martin Riška       | Robert Glovniak  | Roman Broniš       |
| 2004 | Martin Riška       | Matej Jurčo      | Miroslav Keliar    |
| 2005 | Martin Prázdnovský | Ondrej Slobodník | Roman Broniš       |
| 2006 | Maroš Kováč        | Zoltán Remák     | Martin Riška       |
| 2007 | Martin Riška       | Ján Valach       | Maroš Kováč        |
| 2008 | Matej Jurčo        | Roman Broniš     | Martin Prázdnovský |
| 2009 | Jakub Novák        | Ján Valach       | Matej Jurčo        |
| 2010 | Martin Velits      | Matej Vyšňa      | Martin Kostelnicak |
| 2011 | Peter Sagan        | Matej Jurčo      | Marek Čanecký      |
| 2012 | Peter Sagan        | Peter Velits     | Patrik Tybor       |
| 2013 | Peter Sagan        | Maroš Kováč      | Patrik Tybor       |
| 2014 | Peter Sagan        | Peter Velits     | Martin Mahďar      |
| 2015 | Peter Sagan        | Juraj Sagan      | Patrik Tybor       |
| 2016 | Juraj Sagan        | Peter Sagan      | Michal Kolář       |
| 2017 | Juraj Sagan        | Peter Sagan      | Erik Baška         |